# Tiêu ngữ
Tiêu ngữ là cụm từ tóm tắt mục tiêu, động lực hoặc ý định chung của một cá nhân, gia đình, nhóm xã hội hoặc tổ chức. Tiêu ngữ thường được tìm thấy chủ yếu ở dạng văn bản (không giống như khẩu hiệu, cũng có thể được thể hiện bằng lời nói), và có thể xuất phát từ truyền thống lâu đời của nền tảng xã hội, hoặc từ các sự kiện quan trọng, chẳng hạn như một cuộc nội chiến hoặc một cuộc cách mạng. Một tiêu ngữ có thể bằng bất kỳ ngôn ngữ nào, nhưng thường được sử dụng rộng rãi bằngtiếng Latinh, đặc biệt là ở phương Tây.